# Crimes de guerre de la Wehrmacht

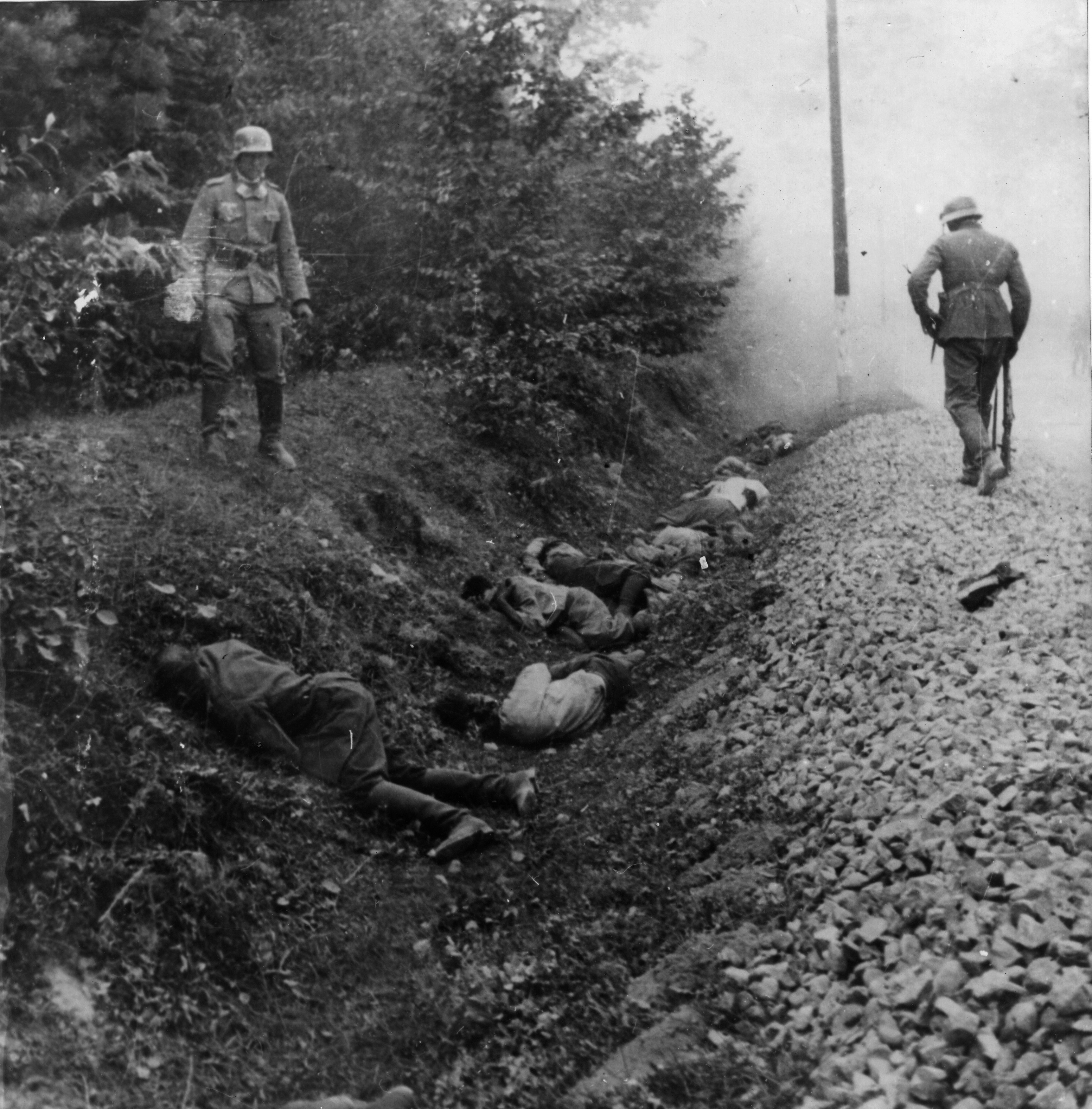
Massacre d'environ 300 prisonniers de guerre polonais par des soldats de la Wehrmacht à Ciepielów le 9 septembre 1939.

Les crimes de guerre de la Wehrmacht sont les crimes perpétrés par les forces armées allemandes traditionnelles au cours de la Seconde Guerre mondiale. Si les principaux exécutants de la Shoah étaient les Einsatzgruppen, la Wehrmacht y a aussi collaboré.
Les forces armées traditionnelles de la Wehrmacht ont commis des crimes de guerre, dès le début du conflit, et en particulier sur le front de l’Est dans la guerre contre l’Union soviétique. L’historien britannique Ian Kershaw affirme : « Quand on compare le nombre de victimes à l’Est à la guerre à l’Ouest, alors on le voit très clairement : la guerre sur le front de l’Est fut une guerre d’extermination ».
Après la fin de la Seconde Guerre mondiale le Tribunal de Nuremberg a conclu que la Wehrmacht n’avait pas le caractère d’une organisation criminelle mais qu’elle avait commis des crimes au cours de la guerre. Ses plus hauts responsables, Wilhelm Keitel et Alfred Jodl, sont toutefois jugés coupables de complot, crimes contre la paix, crimes de guerre et crimes contre l'humanité et exécutés.

## Invasion de la Pologne
Les crimes de guerre commencèrent dès les premiers jours de l'invasion. Du 1er au 4 septembre 1939, on recense au moins 18 massacres de 25 à 700 victimes. La Wehrmacht a tué des milliers de civils polonais pendant la campagne de Pologne de septembre 1939 par des exécutions, des bombardements des villes ou des meurtres. Tout acte de résistance a été réprimé de manière impitoyable. Elle fusille aussi des soldats faits prisonniers comme au massacre de Ciepielow.
Au début, le commandement de la Wehrmacht a cherché à décourager les tirs dits « sauvages » et des procédures judiciaires de cour martiale ont été engagées contre quelques-uns des officiers subalternes qui avaient mené ces tirs. Par exemple dans la nuit du 18 au 19 septembre 1939, le SS-Obermusikmeister Hermann Müller-John (de) de la Leibstandarte SS Adolf Hitler organise le massacre de Błonie (pl) où il ordonne de fusiller 50 civils. Le général Joachim Lemelsen apprenant cela, rapporte ces faits à ses supérieurs et le général Walter von Reichenau fait arrêter Müller-John pour le traduire devant la justice militaire. Mais Adolf Hitler gracie le 4 octobre 1939 tous les militaires et membres de la S.S. qui sont impliqués dans des crimes de guerre en Pologne ; la procédure contre Müller-John est arrêtée et en outre Hitler met le 17 octobre 1939 les troupes SS sous une juridiction séparée à la demande de leur chef Heinrich Himmler,.
À la suite de l'arrêt des hostilités, au cours de l'administration directe de la Pologne par la Wehrmacht, qui dura jusqu'au 25 octobre 1939, 531 villes et villages furent brûlés. La Wehrmacht se rendit également coupable de 714 exécutions de masse ainsi que de nombreux cas de pillage, de brigandage et d'assassinat. Au total, on estime que 16 376 Polonais ont été victimes de ces atrocités. Environ 60 % de ces crimes auraient été commis par la Wehrmacht. Tous les chefs militaires de rang élevé étaient au courant de ce qui se passait en Pologne.[réf. nécessaire]
De septembre 1939 jusqu'au printemps 1940, les Allemands entreprennent la liquidation de l'intelligentsia polonaise lors de l'opération Intelligenzaktion avec les Einsatzgruppen. L'historien Wolfram Wette précise que c'est en Pologne, et non dans l'Union soviétique, que les Allemands ont commencé leur politique d'extermination et les crimes contre la dignité humaine et les lois internationales. Il note aussi que si la Wehrmacht ne participe pas directement aux massacres contre des populations entières, elle ne fait rien pour que l'occupation allemande se conforme aux lois internationales alors que les unités de la SS sont des unités de police sous son commandement et sa juridiction selon Wolfram Wette ; donc « en tant qu'institution, la Wehrmacht en Pologne a perdu le droit de se sentir innocente des crimes de l'Etat hitlérien ». Wette remarque toutefois que des officiers de la Wehrmacht se sont plaints, notamment le général Blaskowitz qui proteste de manière répétée contre les actions des SS, surtout pour des raisons pragmatiques et tactiques, plutôt que pour des considérations morales. Ses protestations restant lettre morte auprès du commandant en chef Walther von Brauchitsch. À la suite de tels faits, Blaskowitz et les autres généraux ne s'opposent plus ouvertement aux exécutions sommaires de Polonais, qu'ils soient catholiques ou juifs. De plus, Blaskowitz tombe en disgrâce auprès d'Hitler après ces protestations et ne recevra plus de promotion. Un autre général, Georg von Küchler, est démis de ses fonctions après avoir aussi protesté et refusé d'utiliser des soldats pour persécuter des civils. D'autres historiens, comme Rupert Butler, pensent qu'à partir du décret du 17 octobre 1939, la Wehrmacht n'a plus de moyens légaux pour arrêter les SS étant donné qu'ils ont alors leur propre commandement et leur propre juridiction spéciale.
À cette administration militaire succéda une administration civile, notamment dans le Gouvernement général. Celle-ci fut mandatée, à compter de juillet 1941, par le ministère du Reich aux Territoires occupés de l'Est afin de procéder systématiquement aux évacuations dans les divers territoires occupés par les Allemands en Pologne.

## Conquête de la Belgique
Entre le 25 et le 28 mai 1940, la Wehrmacht commit le massacre de Vinkt. Des otages furent capturés afin d’être utilisés comme boucliers. Comme l’armée belge continuait de résister, des fermes furent fouillées (et pillées) pour prendre de nombreux otages qui devaient être exécutés par la suite. En tout, 86 civils furent exécutés mais le total des victimes s’élève probablement à 140. Outre le massacre de Vinkt, d'autres massacres et fusillades dans la Belgique font plus de 600 victimes.

## Invasion de la France
Lors de l'invasion de la France en 1940, les crimes de guerre sont beaucoup moins nombreux que lors de l'invasion de 1914. Ils sont aussi beaucoup moins nombreux que lors de la campagne de Pologne en 1939. A cet égard l'amnistie générale prononcée par Hitler le 4 octobre 1939 pour tous les crimes commis en Pologne n'a pas eu d'effet délétère. Comme en Belgique quelques jours plus tôt, les crimes de guerre sont principalement le fait de divisions mal encadrées et non aguerries, n'ayant pas fait la campagne de Pologne. Ils sont essentiellement concentrés dans le temps et dans l'espace lors la bataille d'Arras du 21 mai et lors de la bataille des canaux qui s’est ensuite déroulée dans le quadrilatère Arras - Béthune - Lille - Douai.
Sur plus 20 000 personnes tuées pour fait de résistance, on estime que 6 000 à 7 000 victimes furent en fait des civils innocents. Le 15 décembre 1941, par exemple, la Wehrmacht exécuta 47 Juifs, transférés de Drancy et Compiègne au Mont Valérien au titre de représailles à des attentats communistes, de même que 50 autres Juifs écroués à Fresnes. Plus de 61 000 personnes furent déportées dans des camps de concentration allemands pour des faits de résistance ou en tant qu'otages et plus de 40 % d’entre elles y moururent.
Entre 1 500 et 3 000 soldats noirs africains enrôlés par l'armée française furent capturés comme prisonniers de guerre puis massacrés par des unités de la Wehrmacht . Bien que motivés par des considérations racistes, ces crimes de guerre ne relèvent toutefois pas d'une politique délibérée de la Wehrmacht, qui n'avait pris aucune décision en ce sens, mais d'actes isolés.

## Crimes de guerre en Italie
En Italie, après le ralliement du pays aux Alliés, 5 300 soldats italiens furent tués par la Wehrmacht sur ordre de Hitler sur l'île grecque de Céphalonie. Sur 700 000 soldats italiens envoyés dans les camps de prisonniers de guerre allemands, 46 000 moururent lors de leur transport en captivité.
On estime à près de 10 000 le nombre de civils tués lors d'opérations de représailles en Italie, une partie étant à mettre à charge des Waffen SS, la Wehrmacht y prenant néanmoins une part essentielle.

## Crimes de guerre en URSS
La Wehrmacht joua un rôle actif dans les crimes de guerre commis lors de l'invasion allemande en Union soviétique le 22 juin 1941.
Par le décret Barbarossa du 13 mai 1941 signé par Keitel, Hitler déclare que la guerre contre les Soviets est une guerre d'extermination, et que les forces allemandes doivent éliminer les élites politiques et intellectuelles de Russie, afin d'assurer une victoire durable. Il accorde une amnistie préventive pour les crimes des soldats allemands à l’encontre de la population soviétique. Il donne tout pouvoir aux officiers de l’armée pour exercer toutes répressions et représailles contre les civils au moindre soupçon, sans enquête ou jugement préalable ,.
D'autre part, par des « Directives sur le comportement de la troupe en Russie » en date du 19 mai 1941, la Wehrmacht relaye et applique les instructions conférant l'impunité aux troupes pour tout acte de nature criminelle perpétré contre les prisonniers de guerre et les populations civiles. Elle collabore avec les Einsatzgruppen à l'extermination des populations juives ou la répression des partisans.
Les organisateurs de l’exposition de 1995 sur les crimes de guerre de la Wehrmacht ont estimé qu’entre 60 et 80 % des soldats sur le front de l’Est (sur un total de près de 10 millions de soldats) participèrent à des actes qualifiables de crimes de guerre ; d’autres font état d’un  nombre nettement important, qui serait de 500 000 soldats coupables.

### Ordre relatif aux commissaires politiques
L'ordre Barbarossa fut rédigé en mai 1941 par le commandement de la Wehrmacht au nom de Hitler et fut notamment communiqué à tous les commandants d’unités élémentaires (compagnies). En légitimant ces actions, la Wehrmacht devenait coauteur ou complice des atrocités allemandes commises sur le territoire de l'Union Soviétique.
L'ordre désignait la guerre contre l'Union soviétique comme « une guerre entre deux idéologies, pas entre deux États ». À ce titre, les prisonniers de guerre soviétiques considérés comme commissaires politiques, les soldats soviétiques identifiés comme « imprégnés ou représentants actifs de l'idéologie bolchevique » ainsi que tous les prisonniers de guerre juifs devaient être remis aux Einsatzgruppen afin d'être fusillés par exécutions sommaires.
Cet ordre soustrayait à la justice militaire la responsabilité de juger les infractions punissables commises par des civils ennemis en Union soviétique. Les suspects devaient être déférés à un officier qui déciderait s'ils devaient être ou non abattus. Le même décret précisait qu'il n'était pas requis de poursuivre les infractions commises contre des civils par des membres de la Wehrmacht à moins que le maintien de la discipline ne le rende nécessaire. La troupe pouvait donc agir en toute impunité.
Cet ordre fut réceptionné à tous les échelons du commandement sans refus notoire. Dans leurs mémoires d'après-guerre, les généraux allemands tentèrent d'en minimiser l'impact. Erich von Manstein affirme ne pas l'avoir transmis à ses troupes. Heinz Guderian affirme ne l'avoir jamais reçu mais les archives de ses unités ont montré que l'instruction a bel et bien été reçue et diffusée.
L'ordre sur les commissaires politiques fut aboli à l'été 1942, sans que cela change grand-chose au comportement et à l'impunité des troupes sur le terrain. Le dernier compte-rendu connu de la liquidation d'un responsable politique parvint d'une unité du groupe d'armées Sud en juillet 1943.

### Traitement des prisonniers soviétiques

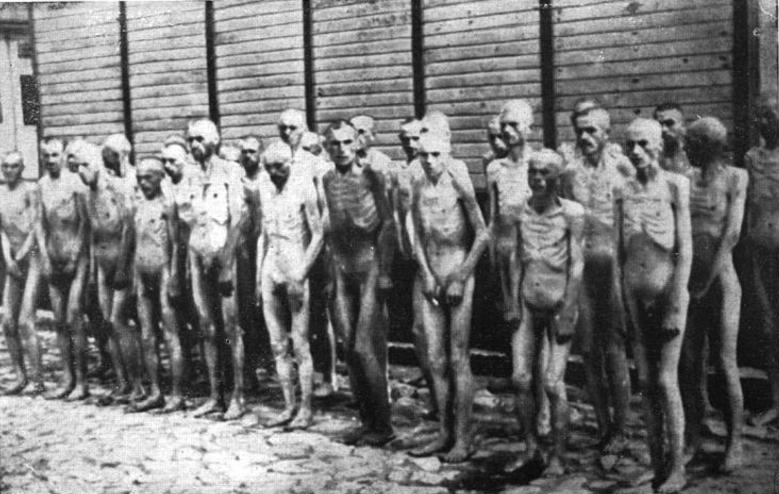
Prisonniers de guerre soviétiques nus dans le camp de Mauthausen. Date inconnue.

L'Allemagne avait ratifié en 1929 la troisième Convention de Genève relative au traitement des prisonniers de guerre. Bien que l’URSS et le Japon impérial ne la signèrent pas, l’Allemagne s’obligeait à traiter tous les prisonniers de guerre conformément aux dispositions de la Convention même en l'absence de réciprocité. Ni l’URSS ni le Japon ne traitèrent les prisonniers de guerre conformément à la convention de Genève. Staline lui-même ne se soucia guère de son propre fils, Yakov Djougachvili, déclinant une offre de l’échanger contre le général Paulus.
Alors que les camps de prisonniers créés par la Wehrmacht pour les hommes capturés sur le front de l'Ouest satisfaisaient généralement aux conditions humanitaires prescrites par les accords internationaux, les prisonniers originaires de Pologne et d’URSS étaient emprisonnés sous des conditions significativement plus mauvaises. En décembre 1941, plus de 2,4 millions de soldats de l’Armée Rouge avaient été faits prisonniers. Enfermés mais délibérément affamés et laissés sans soins médicaux contre les maladies ou le froid, on estime que plus de deux millions d'entre eux moururent la première année de la guerre contre l'Allemagne.
L’échec des Allemands à atteindre la victoire espérée à l’Est leur fit reconsidérer le traitement des prisonniers : au début de 1942, les prisonniers de guerre des camps de l’Est — essentiellement des Russes — furent considérés comme une source de travail servile et gratuite destinée à permettre à l’industrie de guerre allemande de continuer à fonctionner.
Sur un total de 5,6 millions de soldats soviétiques faits prisonniers sur le front de l’Est, 3,6 millions moururent en captivité.

## Massacres de prisonniers de guerre en dehors du front russe
En dehors de la mise à mort délibérée des prisonniers de guerre soviétiques (voir ci-dessus), la Wehrmacht se rendit coupable de crimes de guerre envers les prisonniers sur la plupart des autres fronts, bien que sur une échelle bien moindre.
Les massacres de prisonniers de guerre par des soldats de la Wehrmacht commencèrent lors de la campagne de septembre 1939 en Pologne. Il existe de nombreux cas où des soldats polonais furent tués après avoir été capturés, comme à Śladów (pl) où 250 prisonniers de guerre furent abattus ou noyés, à Ciepielów où environ 300 prisonniers furent tués et à Zambrów où 200 autres prisonniers de guerre furent tués.
Environ cinquante soldats britanniques qui s’étaient évadés du Stalag Luft III furent abattus après avoir été repris, et quinze officiers et hommes de l’armée américaine, bien qu’en uniforme, furent fusillés sans jugement en Italie. L’ordre Commando (Kommandobefehl) de Hitler, publié en octobre 1942, autorise le meurtre de commandos ennemis qu’ils soient ou non en uniforme.
Les massacres comprennent également celui d’au moins 1 500 prisonniers de guerre français d’origine africaine, que la propagande nazie présente comme des sauvages.

## Le décret Nuit et Brouillard (Nacht und Nebel)
Ce décret, publié par Hitler en 1941 et distribué avec une directive de Keitel, fut applicable dans les territoires conquis à l’Ouest (Belgique, France, Luxembourg, Danemark et Pays-Bas). Ce décret permettait de se saisir des personnes mettant en danger la sécurité de l’Allemagne et de les faire disparaître sans laisser de traces. La directive de Keitel précisait qu'une intimidation efficace ne pouvait être obtenue que par la peine capitale ou par des mesures interdisant aux proches du criminel et à la population de connaître son sort.

## Actions de représailles

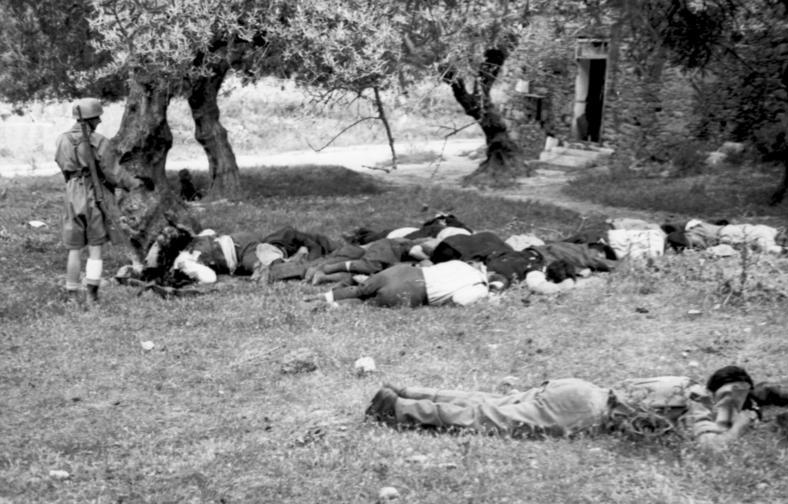
Civils grecs massacrés par des parachutistes allemands à Kondomari, en Crète, le 2 juin 1941.

Les actions de résistance et les groupes de partisans entraînèrent de nombreuses représailles tout au long de la guerre et dans la plupart des pays occupés. Ces représailles furent le fait de la Wehrmacht quand elle était directement chargée de l'occupation, en coordination avec la Gestapo et les forces de police allemandes, et les éventuels collaborateurs locaux.
En Yougoslavie, rien qu’en juillet et août 1941, 1 000 prétendus « partisans » furent pendus ou exécutés par la Wehrmacht. Une directive de l’OKW du 16 septembre 1941, communiquée à la suite d’attaques de partisans serbes, ordonnait que pour chaque soldat allemand tué, cent otages serbes seraient exécutés, et cinquante pour chaque soldat blessé. Entre septembre 1941 et février 1942, la Wehrmacht exécuta 20 149 civils. À Kraljevo en Serbie, à la suite d’actions armées de partisans en octobre 1941, la 717e D.I. rassembla la population et exécuta entre 4 000 et 5 000 civils au titre de mesures de représailles. Le même scénario se répéta à Kragujevac où les 749e et 724e régiments d’infanterie exécutèrent 2 300 personnes. L’historien d’histoire militaire Klaus Schmider indique que pour la Yougoslavie, entre 300 000 et 350 000 personnes furent exécutées en tant que « partisans », un tiers devant avoir été de simples civils innocents.
Dans certains pays occupés, la réponse de la Wehrmacht aux attaques des mouvements de résistance était donc de prendre et d’abattre des otages, parfois jusqu’à cent otages pour chaque Allemand tué. Dans les ordres donnés quant aux prises d’otages, Keitel avait précisé « il est important que ces derniers incluent des personnalités connues ou des membres de leurs familles ». Un officier de commandement en France déclara que « au plus les otages à abattre seront connus, au plus l’effet sera dissuasif sur les auteurs des méfaits ».
On notera les exemples suivants :
- En Italie, des soldats refusant de soutenir la cause allemande ont été massacrés par la Wehrmacht sur l’île grecque de Céphalonie. Des villages italiens ont été rasés et leurs habitants assassinés au cours d’opérations contre les résistants.
- En Pologne occupée et en URSS, des centaines de villages furent rayés de la carte et leurs habitants exterminés ; exécutée par des moyens militaires, cette liquidation a néanmoins été planifiée par une administration civile (voir (Generalplan Ost). En URSS, les partisans soviétiques ou juifs capturés étaient utilisés pour nettoyer les champs de mines.
- En Grèce, en octobre 1941, à la suite de sabotages sur la voie ferrée vers la Bulgarie, 416 civils de sept villages furent massacrés par des hommes d'une division d'infanterie régulière[27]. La Wehrmacht exécuta 317 habitants du village de Komméno, puis 696 habitants de Kalavryata et des environs. On admet que 21 000 personnes furent exécutées par la Wehrmacht en Grèce en tant que prétendus « terroristes ».
- Durant la bataille de Crète, les parachutistes allemands furent violemment harcelés durant leur progression sur l'île par des partisans (guérilla) et des civils grecs. En représailles, plusieurs villages furent détruits et des otages y furent exécutés, comme à Kándanos ou Kondomari (en) où 23 hommes furent fusillés le 2 juin 1941 par une unité de parachutistes commandée par le lieutenant Horst Trebes (de).
- En février 1945, le massacre de Frankolovo concerne cent civils slovènes assassinés en représailles à une embuscade de partisans slovènes.

## Viols
En pratique les viols furent permis aux soldats allemands à l'Est et au Sud de l'Europe, tandis que les pays du Nord et de l'Ouest ont été relativement épargnés,. L'historien Szymon Datner a décrit dans son ouvrage le sort réservé aux prisonniers de guerre capturés par la Wehrmacht, ainsi que celui subi par des milliers d'infirmières soviétiques, des médecins et des aides-soignants militaires qui ont été victimes de viols quand ils étaient capturés avant d'être souvent assassinés par la suite.
Selon l'historienne Regina Mühlhäuser (de), la Wehrmacht a aussi utilisé la torture sexuelle et forcé les suspects à se déshabiller dans de nombreux cas d'interrogatoires.
Bien qu’en 1935, les lois de Nuremberg sur la race interdisent le viol des femmes juives, considérées comme « impures », la Wehrmacht organise des viols collectifs publics et systématiques de femmes juives et non juives, en particulier dans les pays slaves (Pologne, Russie, Yougoslavie…). Au moins 50 000 femmes sont prostituées de force dans les camps nazis.
Les estimations concernant le nombre de viols commis par les soldats de la Wehrmacht sur des femmes soviétiques atteint le nombre de 10 000 000. Entre 750 000 et 1 000 000 d'enfants sont nés du fait des viols,,,.

## Meurtre de prisonniers de guerre
Le meurtre de prisonniers de guerre par des soldats de la Wehrmacht a commencé pendant l'invasion de la Pologne (1939). Dans de nombreux cas, des groupes de soldats polonais ont été assassinés après leur capture, comme le massacre de Ciepielow (250 soldats prisonniers exécutés). En France, les massacres d'au moins 1 500 prisonniers de guerre noirs issus de l'empire colonial français ont été préparés par la propagande dépeignant les Africains comme des « sauvages ».
À partir d'octobre 1942, la Wehrmacht a appliqué l'« Ordre Commando » qui ordonnait l'exécution sommaire de tous les commandos capturés, même s'ils étaient en uniforme. Après l'armistice de Cassibile, en 1943, de nombreux groupes de prisonniers de guerre italiens ont été exécutés quand les troupes italiennes ont résisté à leur désarmement forcé par les Allemands[réf. nécessaire].
Le 26 mars 1944, quinze agents secrets d'un commando de l'armée américaine (membre de l'OSS, ancêtre de la CIA), arrêtés en uniforme militaire lors de l'opération Ginny II (en), sont fusillés sans jugement à La Spezia, en Italie, selon les ordres du commandant du 75e corps d'armée allemand, le général Anton Dostler, malgré l'opposition de ses subordonnés de la 135e brigade (nl). Dostler a été condamné à mort par un tribunal militaire américain et a été fusillé en décembre 1945.
Lors de la bataille des Ardennes, le 17 décembre 1944 à Wereth (Ardenne) a lieu un massacre raciste de onze soldats afro-américains du 333e bataillon d'artillerie (en) par des soldats allemands . Surpris par l'avancée allemande, les onze G.I's sont capturés par une unité de la Waffen-SS. Après avoir été sauvagement torturés (jambes brisées, coups de baïonnettes sur la tête et, pour certains, doigts coupés), ils sont exécutés . La population commémore chaque année le massacre,.

## Destruction de Varsovie
Près de 13 000 soldats et 250 000 civils furent tués par les forces allemandes au cours de l’insurrection de Varsovie du 1er août au 2 octobre 1944. Des boucliers humains ont été utilisés par les forces allemandes cours du massacre de Wola, 50 000 civils furent exécutés pour forcer les Polonais à se rendre.

## Appréciation d’après-guerre
Après la fin de la guerre en 1945, plusieurs généraux de la Wehrmacht émirent une déclaration qui justifiait les actions contre les partisans, l’exécution d’otages et l’utilisation de main d’œuvre forcée pour l’effort de guerre. Ils firent en outre valoir que l’Holocauste avait été commis par la SS et les organisations qui lui étaient associées, et que le commandement de la Wehrmacht avait été tenu dans l’ignorance de ce qui se passait dans les camps d’extermination. Selon cette déclaration, la Wehrmacht avait combattu honorablement, ce qui donnait l’impression qu'elle n’avait pas commis de crimes de guerre et n’était pas ternie par ce qui s’était passé.
Un certain nombre d’officiers de haut rang appartenant à la Wehrmacht eurent toutefois à répondre de crimes de guerre devant des tribunaux. Le commandant en chef de l’OKW, le Feldmarschall Wilhelm Keitel et son chef d’état-major Alfred Jodl furent jugés et condamnés pour crimes de guerre par le Tribunal militaire international de Nuremberg en 1946. Tous deux furent convaincus de toutes les charges qui leur étaient imputées, condamnés à la peine de mort et pendus. Alors que le tribunal avait déclaré que la Gestapo, le Sicherheitsdienst et la SS (y compris la Waffen-SS) étaient des organisations criminelles, la Cour ne tira pas la même conclusion en ce qui concerne le haut commandement de la Wehrmacht. Une partie considérable de l’opinion publique allemande considéra que cela avait pour effet de reconnaître que la Wehrmacht n’avait pas joué de rôle dans les crimes de guerre du régime nazi.
Les poursuites à charge des criminels de guerre passèrent au second plan des préoccupations au cours des années 1950 alors que la Guerre froide gagnait en intensité. Les deux Allemagnes devaient recréer des forces armées et ne pouvaient le faire sans les soldats et officiers entraînés ayant précédemment servi dans la Wehrmacht. Les priorités de la guerre froide et les tabous concernant la révision des aspects les plus déplaisants de la Seconde Guerre mondiale eurent pour effet que le rôle de la Wehrmacht dans les crimes de guerre ne fut pas sérieusement réexaminé avant le début des années 1980. L’idée d’une Wehrmacht étrangère à tout crime fut mise à mal par une exposition organisée par le Hamburger Institut für Sozialforschung (Institut des recherches sociales de Hambourg) intitulée Vernichtungskrieg. Verbrechen der Wehrmacht 1941 bis 1944 (Crimes de la Wehrmacht, Dimensions de la guerre d’extermination 1941-1944). L’exposition populaire et itinérante, vue par environ 1,2 million de visiteurs au cours de la dernière décennie démontrait, avec le support de documents écrits et de photographies, que la Wehrmacht avait été « impliquée dans la planification et la mise en œuvre d’une guerre d’annihilation contre les Juifs, les prisonniers de guerre et les populations civiles ». Après des critiques contre des descriptions et légendes incorrectes de certaines des images de l’exposition, la direction de l’Institut des recherches sociales de Hambourg suspendit l’exposition et soumit son contenu à un comité d’historiens allemands. En 2000, le rapport du comité établit que les accusations selon laquelle l’exposition serait fondée sur des documents falsifiés n’étaient pas fondées, mais que certains documents présentés dans l’exposition n’était pas exacts et que les arguments présentés étaient parfois trop généraux. En revanche, le comité réaffirma la fiabilité de l’exposition.
« Les thèses maîtresses de l’exposition au sujet de la Wehrmacht et de la guerre faite à l’Est n’en restent pas moins justes quant aux faits. Il est incontestable qu’en Union soviétique, la Wehrmacht ne s’est pas seulement « empêtrée « dans le génocide des juifs, dans les crimes commis contre les prisonniers de guerre et dans le combat contre la population civile, mais qu’elle y a participé, en jouant tantôt un rôle de premier plan, tantôt d’homme de main. Et il ne s’agit pas d’« exactions » ou d’« excès isolés », mais de mesures qui reposaient sur des décisions des dirigeants militaires les plus haut placés et des commandants de troupes, aussi bien sur le front que derrière le front ».
Le comité recommanda que l’exposition soit rouverte sous une forme revue, présentant les documents et, autant que possible, laissant à ses visiteurs le soin de tirer leurs propres conclusions. L’exposition remodelée ouvrit en 2001 et ferma en 2004.
Ce n’est qu’en 2004 qu’une exposition fut présentée sur les crimes de la Wehrmacht en Pologne.